# Asplenium bosco-gurinense
Asplenium bosco-gurinense är en svartbräkenväxtart som beskrevs av S.Jess. och Bujnoch. Asplenium bosco-gurinense ingår i släktet Asplenium och familjen Aspleniaceae. Inga underarter finns listade.